# Phalacrocorax neglectus
Phalacrocorax neglectus là một loài chim trong họ Phalacrocoracidae.